# Stazione di Bisterza
La stazione di Bisterza (in sloveno Ilirska Bistrica) è una stazione ferroviaria posta sulla linea San Pietro del Carso-Fiume. Serve il comune di Bisterza.

## Storia
La fermata fu attivata il 25 giugno 1873, all'apertura dell'intera linea San Pietro del Carso-Fiume.
Dopo la prima guerra mondiale, con l'annessione della zona al Regno d'Italia, la stazione passò alle Ferrovie dello Stato italiane, assumendo il nome di Bisterza.
Dopo la seconda guerra mondiale la stazione passò alla rete jugoslava (JŽ), venendo ribattezzata Ilirska Bistrica, analogamente al centro abitato. Dal 1991 appartiene alla rete slovena (Slovenske železnice). Con l'indipendenza della Slovenia e Croazia la stazione è divenuta località di frontiera.